# Hypsibius
Hypsibius är ett släkte av trögkrypare. Hypsibius ingår i familjen Hypsibiidae.
Släktet Hypsibius indelas i:
- Hypsibius allisoni
- Hypsibius americanus
- Hypsibius antarcticus
- Hypsibius antonovae
- Hypsibius arcticus
- Hypsibius biscuitiformis
- Hypsibius calcaratus
- Hypsibius camelopardalis
- Hypsibius conifer
- Hypsibius convergens
- Hypsibius dujardini
- Hypsibius fuhrmanni
- Hypsibius giusepperamazzotti
- Hypsibius heardensis
- Hypsibius hypostomus
- Hypsibius iharosi
- Hypsibius janetscheki
- Hypsibius klebelsbergi
- Hypsibius macrocalcaratus
- Hypsibius maculatus
- Hypsibius marcelli
- Hypsibius microps
- Hypsibius morikawai
- Hypsibius multituberculatus
- Hypsibius novaezeelandiae
- Hypsibius pachyunguis
- Hypsibius pallidus
- Hypsibius pedrottii
- Hypsibius pradellii
- Hypsibius ragonesei
- Hypsibius roanensis
- Hypsibius runae
- Hypsibius scaber
- Hypsibius scabropygus
- Hypsibius septulatus
- Hypsibius seychellensis
- Hypsibius simoizumii
- Hypsibius stiliferus
- Hypsibius thaleri
- Hypsibius zetlandicus